# Гайре
Гайре или Гарие (на македонска литературна норма: Гајре; на албански: Gajre) е село в Северна Македония, в община Тетово.

## География
Селото е разположено в областта Долни Полог, в източните склонове на Шар на един километър северозападно от град Тетово.

## История
В края на XIX век Гайре е албанско село в Тетовска каза на Османската империя. Според статистиката на Васил Кънчов („Македония. Етнография и статистика“) от 1900 година Горие е село, населявано от 85 жители арнаути мохамедани.
Според Афанасий Селишчев в 1929 година Гарье е село в Селечка община с център в Шипковица и има 110 къщи с 548 жители албанци.
Според преброяването от 2002 година селото има 1020 жители.
| Националност     | Всичко |
| северномакедонци | 6      |
| албанци          | 1009   |
| турци            | 0      |
| роми             | 0      |
| власи            | 0      |
| сърби            | 1      |
| бошняци          | 0      |
| други            | 4      |

## Личности
Родени в Гайре
- Абдулазис Ислами (р. 1930), албански поет и писател от Северна Македония
- Мурат Исаку (1928 – 2005), албански поет и писател от Северна Македония
- Джемаил Вейсели (р. 1927), политик от Социалистическа република Македония
- Фиснике Бектеши Шакири (р. 1988), албански политик от Северна Македония